# Винг-чун
Винг Чун, Уинчун, Юнчун (на китайски: 詠春 / 咏春 – Yǒng chūn; Wing Chun, Ving Tsun; Wing Tsun) е китайско бойно изкуство, възникнало в Южен Китай. Този боен стил е особено ефективен при близък бой и се определя от пестеливи движения, устойчиви пози и практична насоченост, като техниките му са построени на желязна логика.

## Принципи и техники

### Принципи
Четири принципа на боя:
- Първи принцип: Ако пътят е свободен – нападай
- Втори принцип: Ако се допреш – залепи се
- Трети принцип: Ако нападащият те допре – поддай
- Четвърти принцип: Ако нападащият отстъпи – следвай

Четирите принципа на силата:
- Освободи се от своята сила
- Освободи се от силата на противника
- Използвай силата на противника
- Прибави своята собствена сила [1]

### Техники
Определящ елемент за Винг Чун стиловете са верижните удари. Един опитен Винг Чун боец може да изпълни до осем удара в секунда. В зависимост от целта на ударите и боеца, те са с юмрук, пръсти или с ръба на ръката. Ефективното във Винг Чун достига силата си само от последователното и цялостно изпълнение на бойния стил, което означава, че отделните техники на ударите не са от първостепенно значение.
Във Винг Чун се използва едновременност на нападението и защитата, което означава, че защитата е нападение и нападението е защита. Силата на противника се обезврежда и се използва срещу него с контраудари, които са едновременно нападащи и защитни.
Техниките с крака в стила включват само няколко основни стъпки и нападения, обикновено насочени във височината на бедрото. Целите на тези удари са най-вече коляното, бедрото, шията и корема на противника.

### Оръжия
Уинг Чун според легендата е първоначално бойно изкуство.
В началото на 19 век от Wong Wah-bo (ученик на Льон Бок Чау, съпруг на основателката на стила Им Уин Чун) и Льон Ий Тай (ученици на монах Чи Сим) се въвеждат два оръжейни похвата:
- Дългата тояга (Luk Dim Boon Kwun)
- Двойните ножове (Baat Jam Do / Dao)

Упражненията и похватите са приспособени към принципите на Винг Чун.
Исторически документи за това не са известни. Wong Wah-bo е споменат и в много легенди за създаване на други стилове като Hung Kuen. Неговото съществуване е нито доказано, нито отхвърлено. Той играе ключова роля в почти всички Винг Чун легенди.

## Обучение
Обучението във Винг Чун се основава на три основни техники, както и две системи. Техниките представляват естествена поредица от движения, които имат за цел придобиване на определена гъвкавост, трениране на защитни и нападателни движения, възстановяване, медитация и др. Освен трите основни техники (наричани в други бойни изкуства – ката, тул и т.н.) има и техника с дървен манекен, с тояга и техника с два големи ножа.

### Форми
Без оръжие:
- Сиу Ним Тао (форма на малката, младата идея)
- Чам Киу (търсене на мостове)
- Бю джи (пробождаши, стрелящи пръсти)

С определен уред:
- Мук ян джонг (дървен манекен)
- Лук дим боон гвун (шест и половина точккова тояга) – техника с тояга, дълга между 2,70 и 4 м.
- Бат чам дао-техника на пеперудените ножове

### Системи
- Лат Сау (бойни упражнения)

Целта на тези упражнения е да развиват бойната способност. Лат Сау упражненията овладяват страха, техниката, отстоянието, устойчивостта и ритъма. Учениците могат да проверят нивото на своята подготовка без страх, че ще наранят своя партньор, което прави Лат Сау най-значимата и мотивираща част от Винг Чун. Работи се по двойки, отначало със заучени положения, като след време се преминава към свободна игра.
- Чи Сао (лепкави ръце)

Чи Сао е упражнение, развиващо ударните и докосващи рефлекси, които се определят от чувството за натиск и сила, така че по естествен и механичен начин боецът да се защити мигновено от атаките на противника. Системата има за цел усвояването на определени приложими в битка реакции, някои от които са: правилно насочване, координация на движенията, прилагане на сила с участие на цялата телесна маса, усет за отстояние, усет за ритъм и движение и други.
Холивудската звезда Брус Лий е тренирал това бойно изкуство. То е най-успешно при уличен бой.